# 北澄子河
北澄子河，位于中華人民共和國江苏省中部，是里下河水网西部的一条东西向河道，主要功能是排涝、灌溉、航运。长36km，其中高邮市境内33km，兴化市境内3km。
高邮市地势西高东低，780平方公里的高邮湖，湖底海拔一般在4-4.5米，汛期水位8-9米。而高邮市运东地区海拔高程为1.85-3.85米，最低处海拔只有0.75米。北澄子河是运东地区的涝水下泄至兴化的里下河腹部圩区的排水通道。

## 历史
1984年在五里坝兴建的高邮运东船闸开通，可容纳千吨船队，经6公里长的引河（原盐河）与北澄子河相接，北澄子河与京杭运河航道相连。1988年至2005年按照五级航道的标准进行了全面彻底的疏浚和整治。航道单船通过能力提高到三四百吨。
随着“二纵四横”江苏省干线航道网计划的实施。2014-2016年对该运东船闸扩容改造，通航能力较老船闸提高两倍。从2018年开始北澄子河航道按照3级航道标准进行整治，改建桥梁9座。